# Heinrich Pannenberg
Heinrich Pannenberg, var en oboist vid Kungliga hovkapellet.

## Biografi
Heinrich Pannenberg gjorde sin första konsert i Stockholm, Sverige 1784. Han anställdes 1793 som oboist vid Kungliga hovkapellet i Stockholm och slutade 1797.